# 古魯·度特
古魯·度特（英語：、卡納達語：ಗುರು ದತ್ತ್ 、印地語：गुरु दत्त，1925年7月9日—1964年10月10日）是一位印度電影導演、演員與製作人，也是印度電影史上最重要的導演之一。

## 作品
- 1957年：《詩人悲歌》
- 1959年：《愛的玩笑》

## 外部連結
- IMDB's page on Guru Dutt （页面存档备份，存于）
- Guru Dutt @ SPICE
- Urbain Bizot, Thirst and Mourning
- Interview with Dev Anand（页面存档备份，存于）
- Interview with Guru Dutt's legendary cameraman, V. K Murthy（页面存档备份，存于）